# Rawson (Ohio)
Rawson es una villa ubicada en el condado de Hancock en el estado estadounidense de Ohio. En el Censo de 2010 tenía una población de 570 habitantes y una densidad poblacional de 555,75 personas por km².

## Geografía
Rawson se encuentra ubicada en las coordenadas 40°57′25″N 83°47′6″O / 40.95694, -83.78500. Según la Oficina del Censo de los Estados Unidos, Rawson tiene una superficie total de 1.03 km², de la cual 1.03 km² corresponden a tierra firme y (0%) 0 km² es agua.

## Demografía
Según el censo de 2010, había 570 personas residiendo en Rawson. La densidad de población era de 555,75 hab./km². De los 570 habitantes, Rawson estaba compuesto por el 95.61% blancos, el 1.93% eran afroamericanos, el 0% eran amerindios, el 0.88% eran asiáticos, el 0% eran isleños del Pacífico, el 0.18% eran de otras razas y el 1.4% pertenecían a dos o más razas. Del total de la población el 1.93% eran hispanos o latinos de cualquier raza.